# Inglingos
Os Inglingos ou Ynglings 

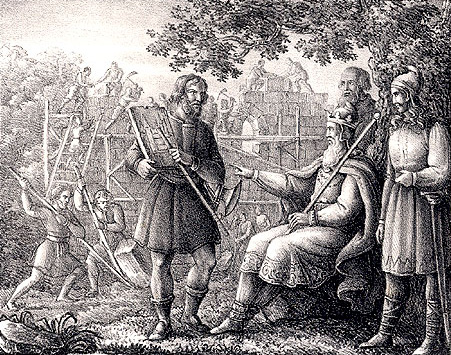
Ínguino, o primeiro rei da Casa dos Inglingos

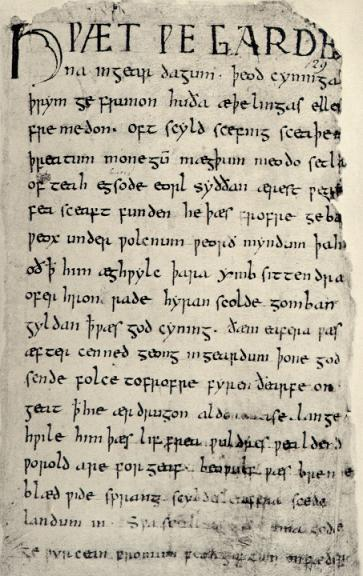
A primeira página do poema Beovulfo, onde são referidos alguns reis da Dinastia dos Inglingos

(em sueco: Ynglingaätten; em norueguês: Ynglingeætten) são uma dinastia de reis suecos e noruegueses - alguns lendários e alguns históricos - que teriam governado entre os séculos I e IX, inicialmente em Uppsala, na Suécia, e mais tarde na Noruega. 
O nome desta dinastia mitológica poderia derivar de Yngve-Frej (um dos nomes do deus Freir) e ing (descendente), significando assim "descendente de Yngve". 
Depois de terem reinado, primeiro na Suécia do século I ao VII, teriam então sido expulsos pelo rei dano Ivar Braço Longo. Os sobreviventes teriam fugido para a Värmland e depois para a Noruega, onde teriam continuado a reinar nos séculos VIII e IX.
 
Seus membros mais antigos são certamente lendários, com as fontes assumindo sua ascendência entre os deuses do panteão nórdico. Os reis mais recentes, porém, são mais "históricos" e aparecem referenciados em mais obras.[carece de fontes?]
A narrativa dos Inglingos está baseada na Lista dos Inglingos do século IX, e aparece depois em outras fontes medievais escandinavas dos séculos X ao XIII, nomeadamente em antigos poemas, sagas e crónicas, como a Saga dos Inglingos, o Livro dos Islandeses, a História da Noruega e Beovulfo.

## Lista dos Inglingos
A fonte mais antiga é a Lista dos Inglingos, um poema de finais do século IX escrito pelo escaldo (poeta) norueguês Tiodolfo de Hvinir que descreve a linhagem da dinastia dos reis noruegueses desde seus ancestrais divinos até o relativamente obscuro rei Ragualdo, o Muito Honrado, primo do rei norueguês Haroldo Cabelo Belo (c. 850 – c. 933). A Lista dos Inglingos, escrita na Noruega, conecta a dinastia real norueguesa não só aos deuses como também à célebre Casa dos Inglingos de Upsália, tendo assim uma função propagandística. Lista dos Inglingos foi usada como modelo para o poema Háleygjatal, que comemora os ancestrais dos jarls de Lade desde Odim até Haquino, o Poderoso (m. 995), com fins propagandísticos similares.[carece de fontes?]

## Saga dos Inglingos
Por sua vez, a Lista dos Inglingos foi utilizada como fonte pelo escritor islandês Esnorro Esturleu para a sua Saga dos Inglingos, a parte introdutória da crónica Heimskringla (História dos reis da Noruega) do início do século XIII. A obra de Esnorro descreve os Inglingos como sendo descendentes dos deuses nórdicos. De acordo com Esnorro, os suecos foram inicialmente governados por Odim, seguido de Niordo e finalmente Frei (ou Ínguino), o primeiro rei inglingo, que fez de Upsália sua capital. Seu filho, Fliolmo, é o primeiro rei que aparece na Lista dos Inglingos, e a partir deste ponto a obra de Esnorro segue fielmente a Lista dos Inglingos.

## Beovulfo
Alguns dos reis Inglingos aparecem também no poema épico anglo-saxão Beovulfo. Assim, o rei Ótaro escandinavo é Otere no poema anglo-saxão, e seu filho Adelo aparece como Eadgils. Em ambas fontes, Adelo combate seu tio, o rei Alo (Onela em Beovulfo), na Batalha do Gelo, onde Alo é morto pelo sobrinho.[carece de fontes?]

## Lista de reis
A diversidade das fontes, aliada às suas diferenças e incongruências, resulta numa lista aproximada, que não coincide totalmente com as outras listagens existentes. Os primeiros onze reis - desde o rei-deus Odim (Odin) até Dagero, o Sábio - são lendários, e os outros a seguir - de Agne a Olavo, o Desbravador - têm variados graus de historicidade. Apenas dois deles - Hugleico e Ótaro Corvo de Madeira - são considerados personagens provavelmente históricas.[carece de fontes?]

### Reis-deuses
- Odim (Odin)
- Niordo (Njord)
- Ínguino (Yngve-Frej, Yngvi ou Yngve)

### Reis imaginários
- Fliolmo (Fiǫlnir)
- Suérquero (Sveigðir)
- Valandro (Vanlanda)
- Visbur (Vísburr)
- Domaldro (Dómalda)
- Domar (Dómarr)
- Dignero (Dyggva)
- Dagero, o Sábio (Dagr Spaka)

### Reis com alguma base histórica
- Agne
- Alarico e Érico (Alrekr ok Eiríkr)
- Elfo e Ínguino (Alf e Yngve)
- Hugleico ( Hugleikr)
- Jorundo (Jörundr)
- Aun
- Egil
- Ótaro Corvo de Madeira (Ottar Vendelkråka)
- Adelo (Adils)
- Ósteno (Eysteinn)
- Inguar, o Grisalho (Yngvar Harra)

### Anundo e Ingoldo, o Malfeitor
- Anundo das Estradas (Brøt-Anundr)
- Ingoldo, o Malfeitor (Ingjald illráða)

### Ramo da Varmlândia
- Olavo, o Desbravador (Óláfr trételgja)

### Ramo norueguês
- Haldano Pernas Brancas (Hálfdan hvítbeinn)
- Ósteno, o Peidorreiro (Eysteinn Fret)
- Haldano, o Amável (Hálfdan hinn mildi)
- Gudrodo, o Caçador (Guðrøðr veiðikonungr)
- Olavo, o Elfo de Geirstado (Ólaf Geirstaða Álfr)
- Ragualdo, o Muito Honrado (Ragnvald Heiðumhæri)
- Haldano, o Negro (Halvdan Svarte)